# Paleocarpologia
A paleocarpologia é uma disciplina  na ciência paleobotânica. O principal objeto de estudo da paleocarpologia é a diasporidia fóssil (sementes, frutos e outros restos de plantas de esfera geradora). A paleocarpologia combina os pontos fortes da paleopalinologia e da "icnofitologia" (método para estudar impressões de folhas).

## Vantagens
Seus principais méritos são: (1) identificação precisa e confiável das espécies devido à ocorrência frequente de diasporídios fósseis com características morfológicas estáveis bem expressas e à rica composição de espécies de complexos da flora fóssil (plantas lenhosas e gramíneas) e (2) a possibilidade do controle da morfologia por estudos anatômicos e da distinção altamente precisa entre os diasporídeos fósseis redefinidos e os formados de forma síncrona com o sedimento.